# Plays Alto, Tenor and Baritone (Zoot Sims)
Plays Alto, Tenor and Baritone è un album di Zoot Sims, pubblicato dalla ABC-Paramount Records nel 1957.

## Tracce
Brani composti da George Handy, tranne dove indicato
Lato A
1. Blinuet – 4:33 – Registrato il 2 novembre 1956 a New York City, New York
2. The Trouble with Me Is You – 3:43 (George Handy, Jack Segal) – Registrato il 2 novembre 1956 a New York City, New York
3. Where You At? – 3:03 (George Handy, Jack Segal) – Registrato il 2 novembre 1956 a New York City, New York
4. Zonkin' – 5:47 – Registrato il 2 novembre 1956 a New York City, New York

Lato B
1. Noshin' – 3:25 – Registrato il 19 novembre 1956 a New York City, New York
2. Major-Major – 6:08 – Registrato il 19 novembre 1956 a New York City, New York
3. Minor-Minor – 4:02 – Registrato il 19 novembre 1956 a New York City, New York
4. Pegasus – 3:56 – Registrato il 19 novembre 1956 a New York City, New York

## Musicisti
- Zoot Sims - sassofono tenore, sassofono alto
- John Williams - pianoforte
- Knobby Totah - contrabbasso
- Gus Johnson - batteria[3]